# トヨタスポーツセンター
トヨタスポーツセンター（Toyota Sports Center）は、愛知県豊田市保見町にあるトヨタ自動車のスポーツ施設である。

## 概要
1973年（昭和48年）5月16日、トヨタ自動車が全従業員およびその家族が使用できる施設として設置したものである。日本プロサッカーリーグ（Jリーグ）に加盟する名古屋グランパスエイトが練習場として使用する他、ジャパンラグビーリーグワンに所属のトヨタヴェルブリッツ、トヨタ蹴球団、トヨタ自動車硬式野球部、トヨタ自動車陸上競技部などのトヨタ自動車の運動部の練習施設である。また、なお、同敷地内にトヨタ工業学園が設置されている。
毎年12月第1日曜日にはトヨタ自動車の職場対抗の社内駅伝大会（正式名「HURE！フレ！駅伝」）が開かれている。2018年（平成30年）12月2日に行われた第72回大会には、585チーム、計4,680名の走者が一般ロング、女性、シニア、ふれあいの4部門に参加した。選手はアップダウンのきつい外周をまわり、フィールドでたすきを渡す（1周2.8キロ）。
2019年（令和元年）からは大相撲の宮城野部屋が名古屋場所中の宿舎として合宿施設を、実業団相撲部の土俵を稽古場として利用している。

## 施設の概要
- 陸上競技場
- 体育館
- 水泳場
- 硬式野球場
- 軟式野球場
  - 屋内プール／50m×17 m（水深1.5 - 2 m）、17 m x 5 m（水深1 m）、子供用プール
  - プールの営業時間／平日: 10時 - 21時、日曜: 10時 - 17時
- サッカー練習場（第1・第2）
- サッカー場
- バーベキュー場
  - コンロ6台、炊事場、トイレ、テーブル、イス

- ラグビー場
- 第2野球場
- テニスコート
- 室内プール
- 合宿所
- トヨタ自動車の社内駅伝大会[2]

## 名古屋グランパスエイトの練習場
グランパスエイトのサッカー練習場には観覧設備が設けられ、熱心なファンが見学に訪れる。2016年（平成28年）に建てられた新クラブハウスと旧クラブハウス、選手・関係者用駐車場と隣接しており、練習後には選手とのファンサービスが受けられる。また練習場脇にグランパスエイト元監督のドラガン・ストイコビッチの足型レリーフが設置されている。
センター開設当初からある第1グラウンド（天然芝1面）でトップチームの練習が行われている。また、Jサテライトリーグの試合も年に数回開催され、三重県営鈴鹿スポーツガーデン、多治見市星ヶ台競技場など他の会場でのホームゲームは有料試合（ファンクラブ会員は会員証の提示で無料）であったが、トヨタスポーツセンターでの開催時は無料であった。
後に第2グラウンド（天然芝・人工芝各1面、計2面）が完成し、おもに下部組織のトレーニングの拠点として、クラブハウスも併設されて使用されている。かつては第2グラウンドでもJサテライトリーグなどの試合が開催されていたが、最近ではセカンドチームの練習試合（対大学生など）などを含め専ら第1グラウンドが使用する。ただし、第1グラウンドでは6月頃と10月頃に夏芝、冬芝への張り替えを行うため、その時期に限ってはトップチームも一時的にトレーニング、練習試合に第2グラウンドを使用する。

## アクセス
- 名鉄豊田線・三好ヶ丘駅より徒歩で約10分。
- 東名高速道路・東名三好インターチェンジより約10分。
  - 西門横にサポーター用の駐車場もあるが、舗装されておらず駐車可能台数も少ないため、土日や練習試合などのある日は公共交通機関の利用が無難。
  - 通常西門と正門は開いているが、東門はほとんど開いていない。